# Раз Шломо
Раз Шломо (івр. רז שלמה, нар. 13 серпня 1999, Ашкелон) — ізраїльський футболіст, захисник клубу «Маккабі» (Нетанья).
Виступав, зокрема, за клуб «Хапоель» (Тель-Авів), а також національну збірну Ізраїлю.

## Клубна кар'єра
Народився 13 серпня 1999 року в місті Ашкелон. Вихованець футбольної школи клубу «Хапоель» (Тель-Авів). Дорослу футбольну кар'єру розпочав 2017 року в основній команді того ж клубу, в якій провів чотири сезони, взявши участь у 75 матчах чемпіонату. 
До складу клубу «Маккабі» (Нетанья) приєднався 2021 року. Станом на 24 вересня 2022 року відіграв за команду з Нетаньї 28 матчів в національному чемпіонаті.

## Виступи за збірні
У 2015 році дебютував у складі юнацької збірної Ізраїлю (U-17), загалом на юнацькому рівні взяв участь у 22 іграх, відзначившись 2 забитими голами.
Протягом 2019–2020 років залучався до складу молодіжної збірної Ізраїлю. На молодіжному рівні зіграв у 7 офіційних матчах.
У 2022 році дебютував в офіційних матчах у складі національної збірної Ізраїлю.
| Дата      | Місто     | Господарі | Результат | Гості   | Турнір                               | Голи | Примітки |
| --------- | --------- | --------- | --------- | ------- | ------------------------------------ | ---- | -------- |
| 24-9-2022 | Тель-Авів | Ізраїль   | 2 – 1     | Албанія | Ліга націй УЄФА 2022-2023 - 1-й етап | -    | 87'      |
| 27-9-2022 | Та-Калі   | Мальта    | 2 – 1     | Ізраїль | товариський матч                     | -    |          |
| Усього    |           | Матчів    | 2         |         | Голів                                | 0    |          |

## Титули і досягнення
- Володар Кубка Тото: 2022-23, 2024–25
- Чемпіон Ізраїлю: 2023–24, 2024–25
- Володар Суперкубка Ізраїлю: 2024